# Issoire Aviation APM 40 Simba
De Issoire Aviation APM 40 Simba is een licht eenmotorig vliegtuig van de Franse vliegtuigfabriek Issoire Aviation, gevestigd op het Aérodrome d'Issoire - Le Broc op het grondgebied van Le Broc in de Puy-de-Dome. APM staat voor Avions Philippe Moniot, dat een onderdeel is van Issoire Aviation. Net als de andere toestellen van Issoire Aviation houdt de naam verband met leeuwen, in dit geval met het personage Simba uit de film The Lion King.
Het is een laagdekker met twee of vier zitplaatsen, een conventioneel staartvlak en een vast driewielerlandingsgestel. De constructie is volledig uit composietmateriaal. De motor is een Continental IOF-240-B met FADEC, die een tweebladige propeller aandrijft met een diameter van 1,75 meter. De twee brandstoftanks zitten in beide vleugels.
Het toestel maakte de eerste vlucht op 19 mei 2009 en werd kort daarna gedemonstreerd op het luchtvaartsalon van Le Bourget. Het toestel kreeg in juni 2011, tijdens het salon van 2011, een Europese typecertificaat.
De vierzitter wordt aangeduid als APM 40"N", de tweezitter als APM 40"U". Het toestel is geschikt voor kunstvliegen.
Andere toestellen van Issoire Aviation zijn de APM 20 Lionceau, de APM 30 Lion en de APM 50 Nala.

## Websites
- (fr)  APM40 Simba. gearchiveerd